# Condado de Dauphin
O Condado de Dauphin é um dos 67 condados do estado estadunidense de Pensilvânia. A sede do condado é Harrisburg, que é sua maior cidade também. O condado possui uma área de 524,87 milha quadradas (1 359,4 km2) de terra, uma população de 286 401 habitantes, e uma densidade populacional de 545.7 hab/milha² (210.7 hab/ km², segundo o Censo dos Estados Unidos de 2020. O condado foi fundado em 4 de março de 1785.